# Pražení kávy

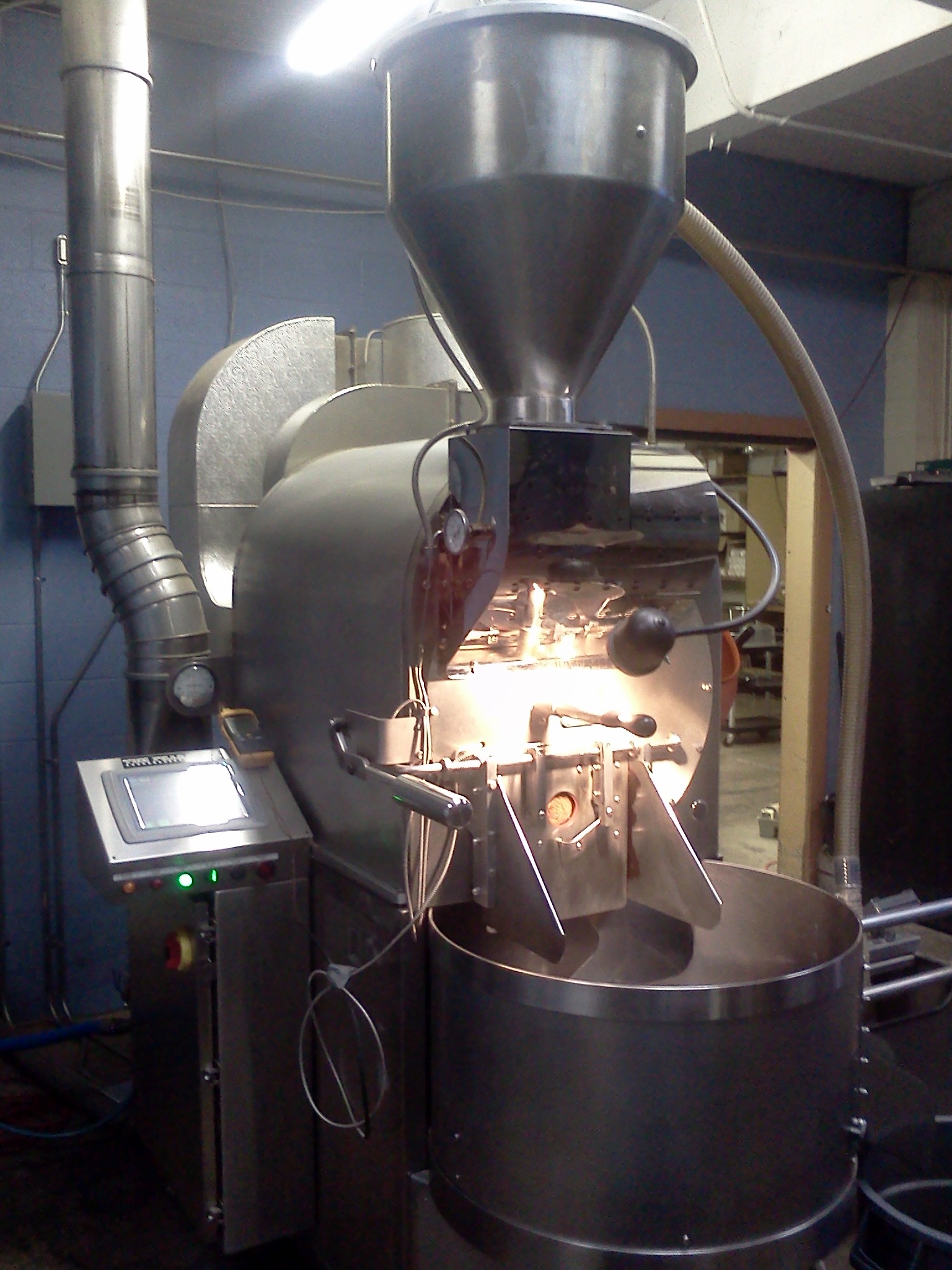
Chladicí buben pražičky

Pražení kávy mění chemické a fyzikální vlastnosti zelených kávových zrn tak, aby vznikla výsledná pražená káva. Při pražení dochází ke změně chuti kávy. Nepražená káva obsahuje stejné, nebo větší množství kyselin, bílkovin, cukrů a kofeinu než pražená, schází jí ale výrazná chuť vzniklá při pražení Maillardovou reakcí a dalšími chemickými procesy.

## Pražení

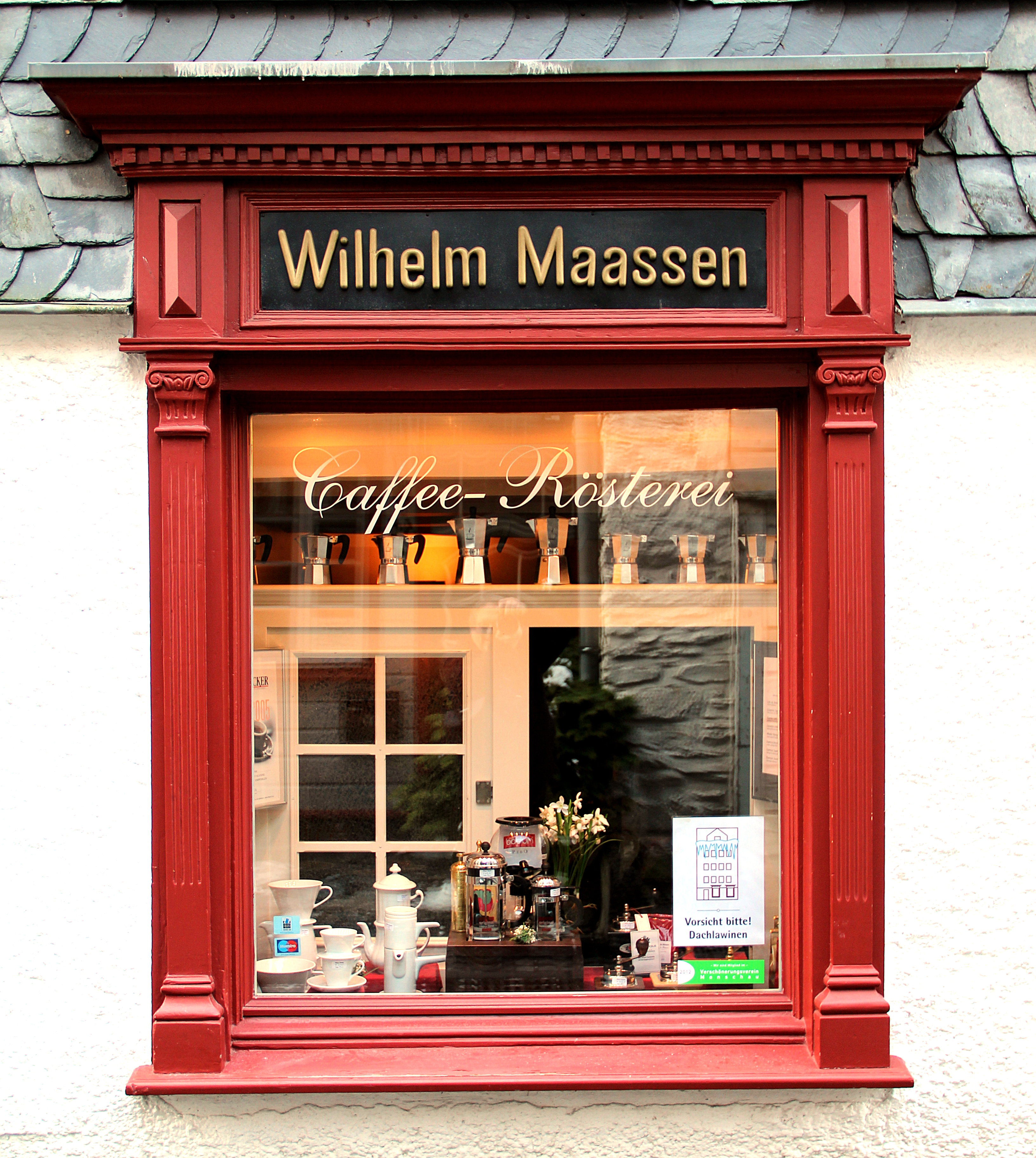
Okno pražírny v Montjoie v Německu

Následující obrázky ukazují vzorky z průběhu pražení stejné brazilské zelené kávy při různé teplotě pražení (viz popisky).
| Nepražené       | | | |
|                 | 22 °C (72 °F) Zelená zrna kávy přivezená do pražírny mohou být skladována až 2 roky. | | 165 °C (329 °F) Fáze schnutí Ve fázi vysychání dochází k endotermickému procesu, během něhož se vypařuje ze zrn vlhkost až do okamžiku prasknutí zrnka.                                                                                                   |
| Světlé pražení  | | | |
|                 | 196 °C (385 °F) Skořicové pražení (Cinnamon roast) Velmi světlá úroveň pražení těsně po prvním prasknutí. Světle hnědé pražení se vyznačuje vysokou aciditou podobnou čaji.                              | | 205 °C (401 °F) Novoanglické pražení (New England Roast) Mírně světle hnědé, občas s fleky, je upřednostňováno některými pražírnami výběrové kávy, aby zdůraznili chuťový profil dané kávy a vyváženou ovocnost a aciditu.                                |
| Střední pražení | | | |
|                 | 210 °C (410 °F) Americké pražení (American Roast) Středně světle hnědá barva zrn. Původní chuťový profil kávy je stále zachován.                                                                         | | 219 °C (426 °F) City Roast Středně hnědá a běžná barva zrn pro výběrovou kávu. Hodí se k vyhodnocení chuťových charakteristik dané kávy, už je zde cítit chuť pražení.                                                                                    |
| Tmavé pražení   | | | |
|                 | 225 °C (437 °F) Full City Roast Středně tmavě hnědá, občas se stopou olejů na povrchu zrn. Jde o nejčastější pražení a vyznačuje se začátkem druhého prasknutí.                                          | | 230 °C (446 °F) Vídeňské pražení (Vienna Roast) Tmavě hnědá s olejovým povrchem, více hořkosladká chuť s přavahou karamelu, zatímco ovocitost je potlačena. V polovině druhého prasknutí. Původní chuť kávy začíná být přavážena chutí vzniklou pražením. |
|                 | 240 °C (464 °F) Francouzské pražení (French Roast) Tmavě hnědé, lesknoucí se olejem, podtény spálení a žádná acidita. Na konci druhého prasknutí. Chuť vzniklá pražením dominuje nad původní chutí kávy. | | 245 °C (473 °F) Italské pražení (Italian Roast) Hodně tmavě hnědá s olejovým povrchem a silnou chutí spáleniny, zatímco kyselost úplně mizí. |
|                 | | 250 °C (482 °F) Španělské pražení (Spanish Roast) Silně tmavě hnědá, skoro černá barva s olejovým povrchem. Chuť spáleniny, uhlí a dehtu převažuje. | |